# Caudites medialis
Caudites medialis är en kräftdjursart som beskrevs av Coryell och Fields 1937. Caudites medialis ingår i släktet Caudites och familjen Hemicytheridae. Inga underarter finns listade i Catalogue of Life.